# Martin Johnson
Martin Osborne Johnson (Solihull, 9 marzo 1970) è un allenatore ed ex giocatore di rugby a 15 internazionale per l'Inghilterra, attivo in carriera nel ruolo di seconda linea.
Ha partecipato a tre Coppe del Mondo, vincendo l’edizione del 2003.
Ha militato dal 1989 al 2005, anno del suo ritiro, nel Leicester e tra il 2008 fino alla Coppa del Mondo 2011 fu commissario tecnico della nazionale inglese

## Biografia
Nato a Solihull nelle Midlands Occidentali come secondo di tre fratelli, dei quali il più giovane, Will, intraprese anch'egli la carriera professionistica di rugbista, Johnson crebbe nel Leicestershire, dove la sua famiglia si trasferì quando egli aveva sette anni.
Da adolescente si dedicò al football americano, giocando anche in una squadra di Leicester, i Panthers, finché non fu notato dall'ex All Black Colin Meads che nel 1988 lo convinse ad accettare un provino per i neozelandesi del King County.
Il test andò bene e Johnson rimase nella squadra per due stagioni, alternandosi dal 1989 con la militanza nei Leicester Tigers.
Johnson fu persino convocato dalla nazionale neozelandese Under-21 per un tour in Australia.
Tuttavia, alla fine del 1990, il giocatore tornò in Inghilterra, anche per venire incontro al desiderio della sua giovane consorte neozelandese di stabilirsi nel Regno Unito.
Il debutto in Nazionale di Martin Johnson avvenne a Twickenham nel gennaio 1993 durante il Cinque Nazioni di quell'anno: il giocatore entrò in campo come sostituto di Wade Dooley, infortunatosi in fase di gioco.
Con poco riscaldamento e ancora non affiatato con i compagni Johnson entrò subito in mischia e, in un contrasto, fece un testa contro testa con il pilone francese Laurent Seigne, che lasciò i due sul terreno in stato semiconfusionale.
Ripresosi, Johnson tenne bene e anche grazie a lui l'Inghilterra riuscì a battere la Francia.
Nel 1995 Johnson fu parte della nazionale inglese alla III Coppa del Mondo in Sudafrica.
Nominato capitano della Nazionale una prima volta nel 1997 dopo il ritiro di Dean Richards, lo fu una seconda volta nel 1999 quando uno scandalo giornalistico costrinse Lawrence Dallaglio a restituire la fascia da poco consegnatagli.
Chiamato due volte consecutive dai British Lions, nel 1997 e nel 2001, guidò entrambi i tour da capitano,lui e Sam Warburton sono gli unici rugbisti nella storia ad aver raggiunto un simile risultato
Johnson partecipò anche alla IV Coppa del Mondo in Galles nel 1999 e soprattutto alla V Coppa, quella australiana che diede all'Inghilterra il suo primo titolo mondiale (la sua ultima partita in Nazionale corrisponde, tra l'altro, alla finale di Sydney vinta 20-17 contro i padroni di casa dell'Australia).
Tra il 1997 e il 2003, da capitano dei Leicester Tigers, Johnson vinse anche quattro Premiership e due Heineken Cup.
Il ritiro di Johnson avvenne il 4 giugno 2005 con un match d'addio a Twickenham tra due selezioni, una capitanata dallo stesso Johnson, l'altra dal rientrante - dopo una lunghissima assenza dovuta a un trapianto di rene - All Black Jonah Lomu: l'incasso dell'incontro fu devoluto in beneficenza, in parte a favore della ricerca sul cancro, in parte per l'assistenza all'infanzia.
Con 84 incontri in Nazionale, Johnson è il quarto giocatore per presenze internazionali nella storia del rugby inglese, dopo Jason Leonard, Lawrence Dallaglio e Rory Underwood.
Dopo il ritiro Johnson fu ammesso nell'International Rugby Hall of Fame.
Appassionato di football americano (è tifoso dei San Francisco 49ers), nel febbraio 2007 Johnson fu chiamato dalla ITV a commentare e analizzare la partita valida per il 46° Super Bowl.
Nel maggio dello stesso anno fu chiamato anche a partecipare a un incontro di beneficenza con la squadra di football dei Panthers a Leicester.
Per la cronaca, il match fu vinto 20-3 dalla squadra di Johnson.
Il 16 aprile 2008 la Rugby Football Union annunciò l'ingaggio di Johnson come commissario tecnico della nazionale, incarico che Johnson assunse dal 1º luglio successivo, per stare vicino alla moglie, in attesa della nascita del secondo figlio della coppia, e quindi impossibilitato a seguire la squadra in tour in Nuova Zelanda, compito assunto dallo stesso Rob Andrew.

## Palmarès
- Coppe del mondo: 1
Inghilterra: 2003
- Premiership: 5
Leicester: 1994-95; 1998-99; 1999-2000; 2000-01; 2001-02
- Coppe Anglo-Gallesi: 2
Leicester: 1992-93, 1996-97
- Heineken Cup: 2
Leicester: 2000-01; 2001-02